# Jindřich Smetana
Jindřich Smetana (* 28. června 1954 Praha) je český architekt, výtvarník, scénograf a vysokoškolský pedagog, v letech 2011 až 2019 rektor Vysoké školy uměleckoprůmyslové v Praze.

## Život
Je synem architekta Pavla Smetany a spisovatelky Jindřišky Smetanové. Roku 1979 absolvoval Vysokou školu uměleckoprůmyslovou v Praze u profesora Josefa Svobody, s nímž následně až do roku 1990 spolupracoval v Národním divadle - Laterně Magice. Zabýval se scénografií, filmovou, divadelní a výstavní architekturou.
Po roce 1990 se samostatně věnuje projektování objektů s veřejnou, kulturní a společenskou funkcí. Zkušenosti rozvíjí v návrzích nových inscenačních principů a experimentálních divadelních objektů. Se svou společností Anima-Tech realizoval například divadla Spirála (1991 Smetana, Louda, Kulík, Stýblo) a Alfred ve dvoře (1997 Smetana, Kulík), za něž získal Grand Prix Obce architektů.
Na VŠUP v Praze působil přes dvacet let jako vedoucí ateliéru Architektura I, byl také činný v akademickém senátu. V listopadu 2010 byl zvolen kandidátem na funkci rektora VŠUP v Praze. Do této pozice jej o dva měsíce později jmenoval prezident Václav Klaus, a to s účinností od 1. února 2011. První funkční období mu vypršelo na konci ledna 2015, ale již v listopadu 2014 jej akademický senát zvolil kandidátem na post rektora i pro druhé funkční období. Tento návrh prezident Miloš Zeman respektoval a v lednu 2015 jej jmenoval rektorem i pro druhé funkční období, a to s účinností od 1. února 2015.
Během jeho funkčního období byly vytvořeny aktivity, které výrazně podpořily vnitřní komunikaci jednotlivých oborů školy (společné prezentace ateliérů a osobností pedagogů), došlo k rozvoji náplní výuky uměleckých oborů a bylo otevřeno magisterské studium teorie soustředěné na oblast designu. S funkčním obdobím tohoto rektora je také spojen počátek, průběh a dokončení práce na rekonstrukci objektu určeného pro technologické centrum školy v Mikulandské ulici. Prof. Smetana se také pokoušel podnítit vedení školy, aby se po létech dominance umělecko-estetického pojetí nebálo klást ve výuce větší důraz na průmyslovou stránku oboru, spojenou se soudobými technologiemi a vědou.
Ve funkci rektora skončil na konci ledna 2019, nahradil jej Jindřich Vybíral.